# Alstroemeria leporina
Alstroemeria leporina  es una especie fanerógama, herbácea, perenne y rizomatosa perteneciente a la familia de las alstroemeriáceas. Es originaria del norte de Chile.

## Taxonomía
Alstroemeria leporina fue descrita por Ehr.Bayer & Grau, y publicado en Mitteilungen der Botanischen Staatssammlung München 18: 222. 1982.
Etimología
Alstroemeria: nombre genérico que fue nombrado en honor del botánico sueco barón Clas Alströmer (Claus von Alstroemer) por su amigo Carlos Linneo.
leporina: epíteto latino que significa "liebre".